# Jovan Dragaš
Jovan Dejanović (en serbio: Јован Дејановић; 1343-1378), conocido como Jovan Dragaš (en serbio: Јован Драгаш), fue un noble serbio durante del reinado el emperador Esteban Uroš V, su primo. Más tarde se convirtió en vasallo otomano después de la batalla de Maritza en 1371.

## Biografía
Era el hijo mayor de Dejan y Teodora Nemanjić. Por el lado de su madre, era primo del emperador Esteban Uroš V de Serbia. Su padre gobernó Kumanovo con un distrito que abarcaba desde Preševo hasta Velbazhd (Kyustendil). Después de la muerte de su padre, Jovan y su hermano menor Constantino fueron puestos al cuidado de Vlatko Paskačić, por orden de los Mrnjavčevićs, quienes continuaron gobernando la región hasta que Jovan llegó a la adolescencia.
Comenzó su cargo alrededor de 1365, y gobernó junto a su madre y su hermano durante algunos años. Su primo le confirió el título de déspota, como lo había sido su padre antes que él (esto está atestiguado en fuentes que datan de 1373).
Después de la batalla de Maritza, los dos hermanos se convirtieron en vasallos otomanos, cuando los Mrnjavčevićs fueron derrotados. Sin embargo, continuaron gobernando su región como un estado semiindependiente y lograron expandir todavía más el distrito de su padre, tomando el territorio de Jovan Oliver, otro magnate serbio. Jovan emitió monedas que tenían el mismo diseño que las de Vukašin Mrnjavčević.
Murió en 1378 y su hermano continuó gobernando hasta 1395.